# انقباض الرحم

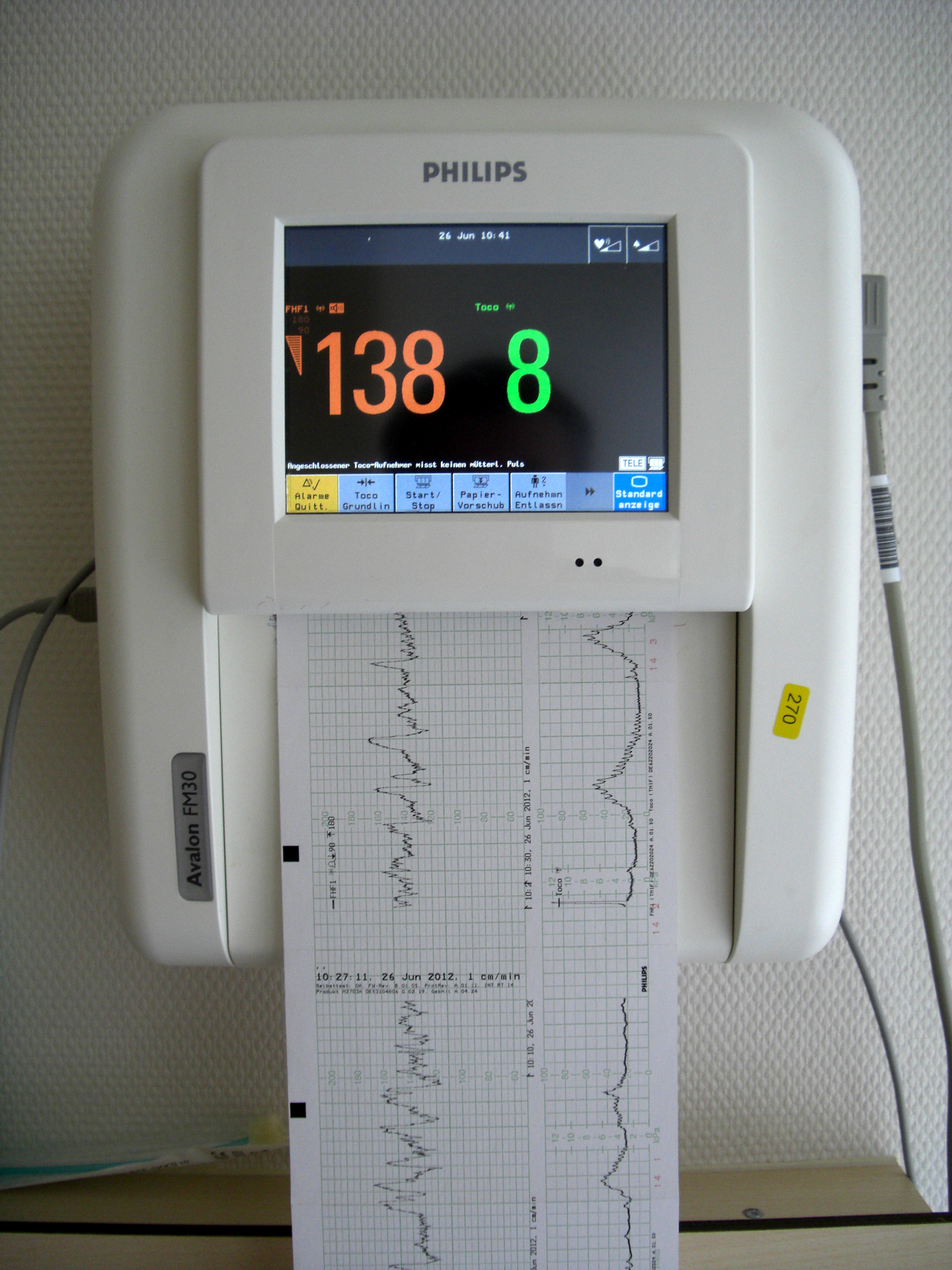

انقباض الرحم هو تقلص العضلات الملساء للرحم.

## أثناء الحيض
ينقبض الرحم باستمرار طول فترة الحيض وتوصف هذه الانقباضات بموجات بطانة الرحم أو موجات التقلص وتشمل طبقة الرحم من عضل الرحم. في الطور الجريبي اللمبكر. تحدث هذه الانقباضات مرة أو مرتين في الدقيقة وتستمر لمدة من 10 إلى 15 ثانية مع سعة منخفضة 30 مم زئبق. يزيد التردد إلى 3_4 في الدقيقة الواحدة نحو مرحلة الإباضة. تقل وتيرة وسعة هذه الانقباضات اثناء طور أصفري لتسهيل عملية الزرع.
إذا لم يحدث الزرع يظل التردد منخفضا ولكن السعة تزيد بشكل كبير إلى مابين 50 إلى 200 مم زئبق مما أدى إلي تقلصات مشابهة لآلم الولادة في وقت الحيض ، وتسمى هذه الانقباضات أحيانا بتشنجات الرحم ، وعلى الرغم من أن هذه المصطلح يستخدم لوصف عسر الطمث بشكل عام، قد تكون هذه الانقباضات غير مريحة أو مؤلمة في بعض الأحيان ولكنها عموما اقل ايلاما من التقلصات التي تحدث اثناء المخاض بشكل عام. وقد وجد ان وضع زجاجة من الماء الدافئ علي البذن أو بعض الممارسات قد يساعد في تقليل آلم الطمث.
وقد تم افتراض حدوث تحول في تغيير الميوسين في عضل الرحم للإفادة من هذه التغيرات في اتجاه التقلصات التي تحدث اثناء الحيض.

## الولادة
يشير الانقباض على وجه الخصوص إلى حركة الرحم  كجزء من عملية الولادة، تحدث الانقباضات والولادة نتيجة اطلاق هرمون الاوكسيتوسين في الجسم وتصبح الانقباضات أطول كلما زادت شدة الولادة.
قبل المخاض الفعلى، قد تتعرض الأم لانقباضات براكستون هيكس، والتي تعرف باسم مخاض كاذب.
وبما ان كل حمل يختلف عن الأخر، فيجب استشارة الطبي، أو القابلة، أو غيرهم من المهنيين المختصين قبل اتخاذ أي إجراء للحد من الألم فقد تكون بعض الطرق ضارة للأم و / أو الجنين وقد تؤدي إلى تفاقم الألم وإطالة المخاض.
يمكن قياس انقباضات الرحم عند الولعدة باستخدام مقياس قوة المخاض، حيث يستخدم جهلز يسمى بمخطاط قوة المخاض والذي يتكون من جزء مصطح يوضع على البطن. يتناسب الضغط المطلوب لتسطيح جزء من الجدار طرديا مع الضغط الداخلي وبالتالي توقر قيمة لذلك.

## أثناء هزة الجماع
ينقبض الرحم والمهبل اثناء النشوة الجنسية أو هزة الجماع، ولكن بعض النساء لا تستطيع الشعور بها، وتكون أكثر ما يمكن في اواخر الثلث الثاني والثالث من الحمل.